# Taniguchi Naomi

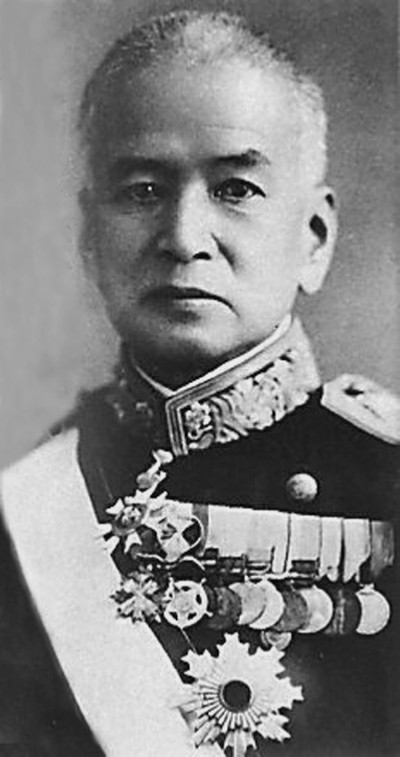
Taniguchi Naomi

Taniguchi Naomi (jap. 谷口 尚真; * 17. März 1870 in Hiroshima, Japan; † 30. Oktober 1941) war ein japanischer Seeoffizier der Kaiserlich Japanischen Marine und zuletzt Admiral, der unter anderem von 1925 bis 1926 Oberkommandierender der 2. Flotte, zwischen 1928 und 1929 Oberkommandierender der Kombinierten Flotte und zugleich der 1. Flotte sowie von 1930 bis 1932 Chef des Admiralstabes war.

## Leben

### Ausbildung und Verwendungen als Seeoffizier und Stabsoffizier

Taniguchi Naomi als junger Seeoffizier

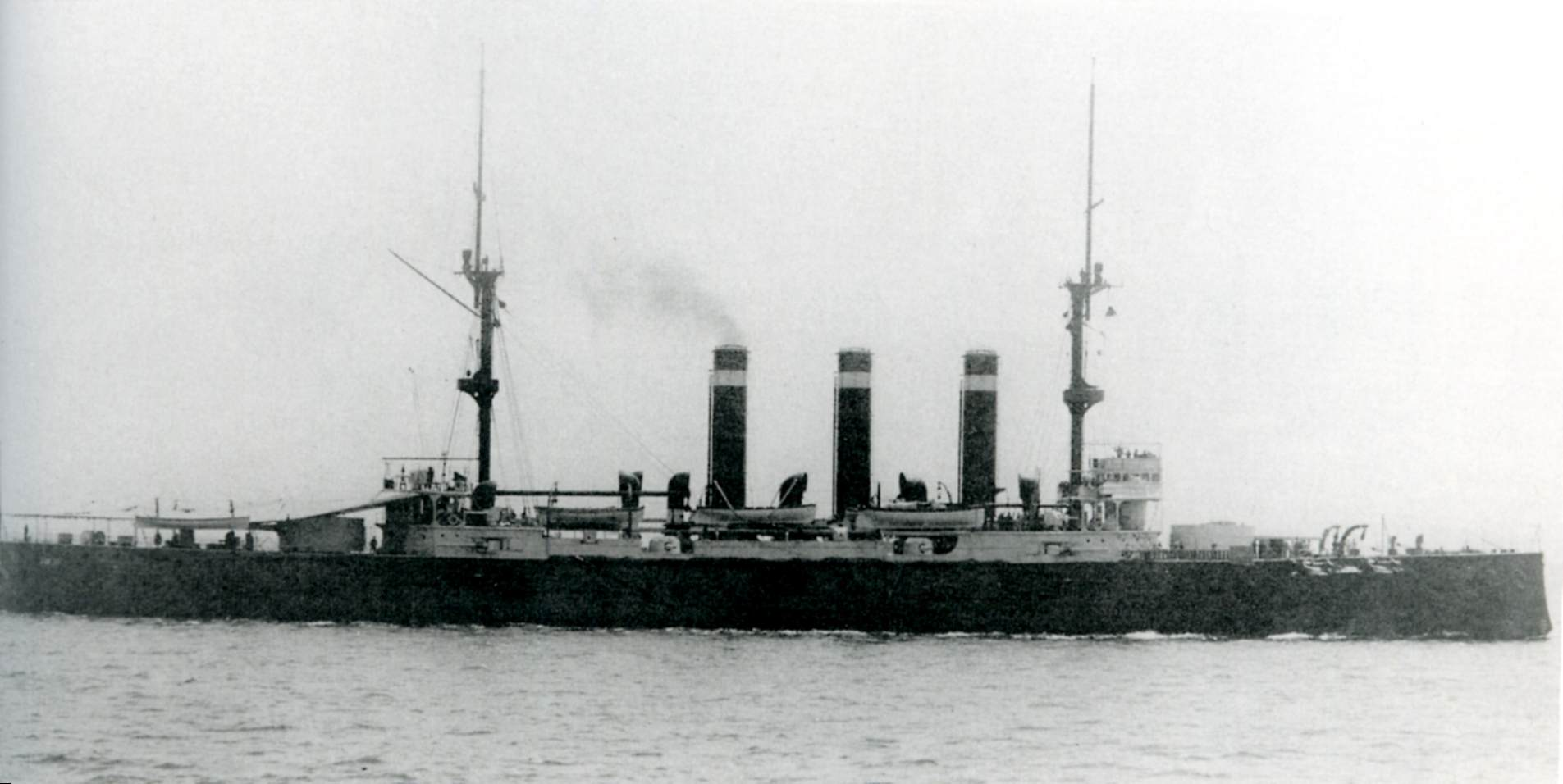
Kapitän zur See Taniguchi war während Ersten Weltkrieges von 1916 bis 1917 Kommandant des Panzerkreuzers Tokiwa.

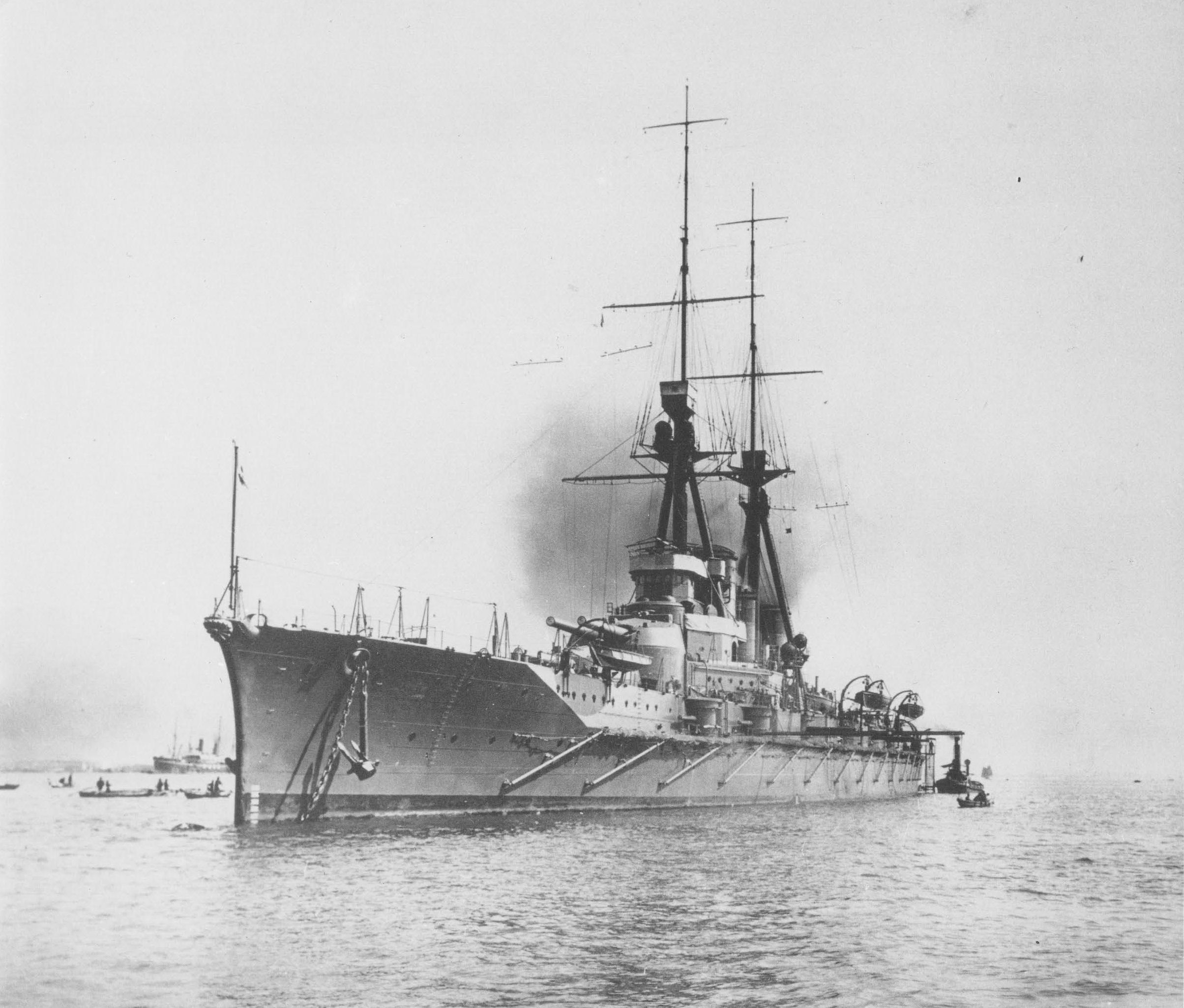
1917 war Taniguchi zeitweise Kommandant des Schlachtkreuzers Haruna.

Taniguchi Naomi war Absolvent des 19. Lehrgangs der Kaiserlich Japanischen Marineakademie (Kaigun Heigakkō) und schloss seine Ausbildung als Fünftbester unter 50 Absolventen seines Jahrgangs ab, wobei der spätere Admiral Hyakutake Saburō als Jahrgangsbester abschloss. Als Fähnrich zur See (Kaigun shōi kōhosei) wurde er am 26. Juli 1892 Offizier auf der Korvette Kongō, am 10. Mai 1893 auf dem Geschützten Kreuzer Chiyoda sowie am 1. März 1894 auf dem Ungeschützten Kreuzer Takao. Nach seiner Beförderung zum Leutnant zur See (Shōi) wurde er am 25. September 1894 zum Marinebezirk Sasebo versetzt und war dort zwischen dem 23. Oktober 1894 und dem 20. Februar 1895 Assistierender Abschnittsoffizier des Matrosenkorps. Danach war er zwischen dem 20. Februar 1895 und dem 31. März 1896 Assistierender Abschnittsoffizier auf dem Ungeschützten Kreuzer Yaeyama und wurde zugleich am 27. Dezember 1895 Assistierender Navigationsoffizier dieses Schiffs. Nach dem Besuch eines Lehrgangs am Schießausbildungszentrum vom 31. März bis zum 9. Oktober 1896 wurde er bis zum 29. April 1898 Offizier an Bord der Panzerkorvette Hiei versetzt, wo er am 1. Oktober 1897 auch zum Oberleutnant zur See (Chūi) befördert wurde. Im Anschluss war er zunächst kommissarischer Abschnittsoffizier sowie im Anschluss nach seiner Beförderung zum Kapitänleutnant (Taii) vom 30. Mai bis zum 3. Dezember 1898 Abschnittsoffizier auf der Chiyoda. Nach einer kurzzeitigen Verwendung auf dem Schlachtschiff Yashima fungierte er vom 3. Dezember 1898 bis zum 20. Mai 1900 als Abschnittsoffizier und Leitender Geschützoffizier des Geschützten Kreuzers Akashi. Danach wurde er am 20. Juni 1900 als Abschnittsoffizier auf das Einheitslinienschiff Fuji sowie am 25. September 1900 in dieser Verwendung auf den Panzerkreuzer Asama versetzt. Nachdem er bereits zwischen dem 20. Mai und dem 20. Juni 1900 einen Vorbereitslehrgang besucht hatte, war er vom 6. Dezember 1900 bis zum 8. Juli 1902 Absolvent der Kaiserlich Japanischen Marinehochschule (Kaigun Daigakkō), die er als Drittbester seines Jahrgangs beendete. Nach einer kurzzeitigen Wartestellung wurde er am 17. Juli 1902 Offizier im Stab der Stationären Flotte sowie am 28. Dezember 1903 im Stab der 2. Flotte.
Nach seiner Beförderung zum Korvettenkapitän (Shōsa) wurde er am 13. Juli 1904 Offizier im Admiralstab beziehungsweise der Marinesektion des Gemeinsamen Generalstabes (Daihonei Kaigunbu). Anschließend fand er vom 11. Oktober 1905 bis zu seiner Abberufung am 10. Dezember 1908 Verwendung als Marineattaché an der Botschaft in den USA, wobei er in dieser Funktion am 28. September 1907 auch zum Fregattenkapitän (Chūsa) befördert wurde. Nach seiner Rückkehr wurde er am 9. Juli 1909 zunächst Erster Offizier des Panzerkreuzers Yakumo sowie 1. Oktober 1909 des Panzerkreuzers Aso, ehe er vm 25. Juli bis zum 1. Dezember 1910 abermals Offizier im Admiralstab wurde. Zugleich unterrichtete er zwischen dem 25. Juli 1910 und dem 1. Dezember 1911 als Instrukteur an der Marinehochschule und war daneben vom 1. März bis zum 1. Dezember 1911 Aide-de-camp von Admiral Tōgō Heihachirō. Daneben war vom 22. Oktober 1911 bis zum 1. Dezember 1912 erst Assistent sowie zuletzt Offizier im Stab der 3. Flotte.
Nachdem Taniguchi zum Kapitän zur See (Taisa) befördert worden war, fungierte er vom 1. Dezember 1912 bis zum 1. Dezember 1913 als Chef des 3. Büros des Admiralstabes und unterrichtete zeitgleich auch wieder als Instrukteur an der Marinehochschule. Daraufhin fand er zwischen dem 1. Dezember 1913 und dem 13. Dezember 1915 Verwendung als Adjutant im Marineministerium (Kaigun-shō), ehe er während des Ersten Weltkrieges vom 13. Dezember 1915 bis zum 15. Juli 1916 zunächst Kommandant des Panzerkreuzers Ikoma war. Im Anschluss übernahm er zwischen dem 15. Juli 1916 und dem 15. September 1917 den Posten als Kommandant des Panzerkreuzers Tokiwa. Die Tokiwa blieb bis Anfang 1917 mit Handelsschutzaufgaben gegen mögliche deutsche Hilfskreuzer im Pazifik. Noch im Weltkrieg übernahm die Tokiwa, wie später auch die anderen Panzerkreuzer, Langstreckenausbildungsreisen für Seekadetten. Am 5. April 1917 verließ sie mit Kadetten der 44. Klasse der Marineakademie zusammen mit der Yakumo Yokosuka zu einer derartigen Reise nach Kalifornien, Hawaii und Ozeanien, von der sie am 17. August 1917 zurückkehrte. Im weiteren Kriegsverlauf war er zwischen dem 15. September und dem 1. Dezember 1917 noch Kommandant des Schlachtkreuzers Haruna, der im Sommer 1917 im Südpazifik durch Minentreffer beschädigt wurde. Die Mine war höchstwahrscheinlich vom deutschen Handelskreuzer Wolf gelegt worden.

### Aufstieg zum Admiral und Chef des Admiralstabes

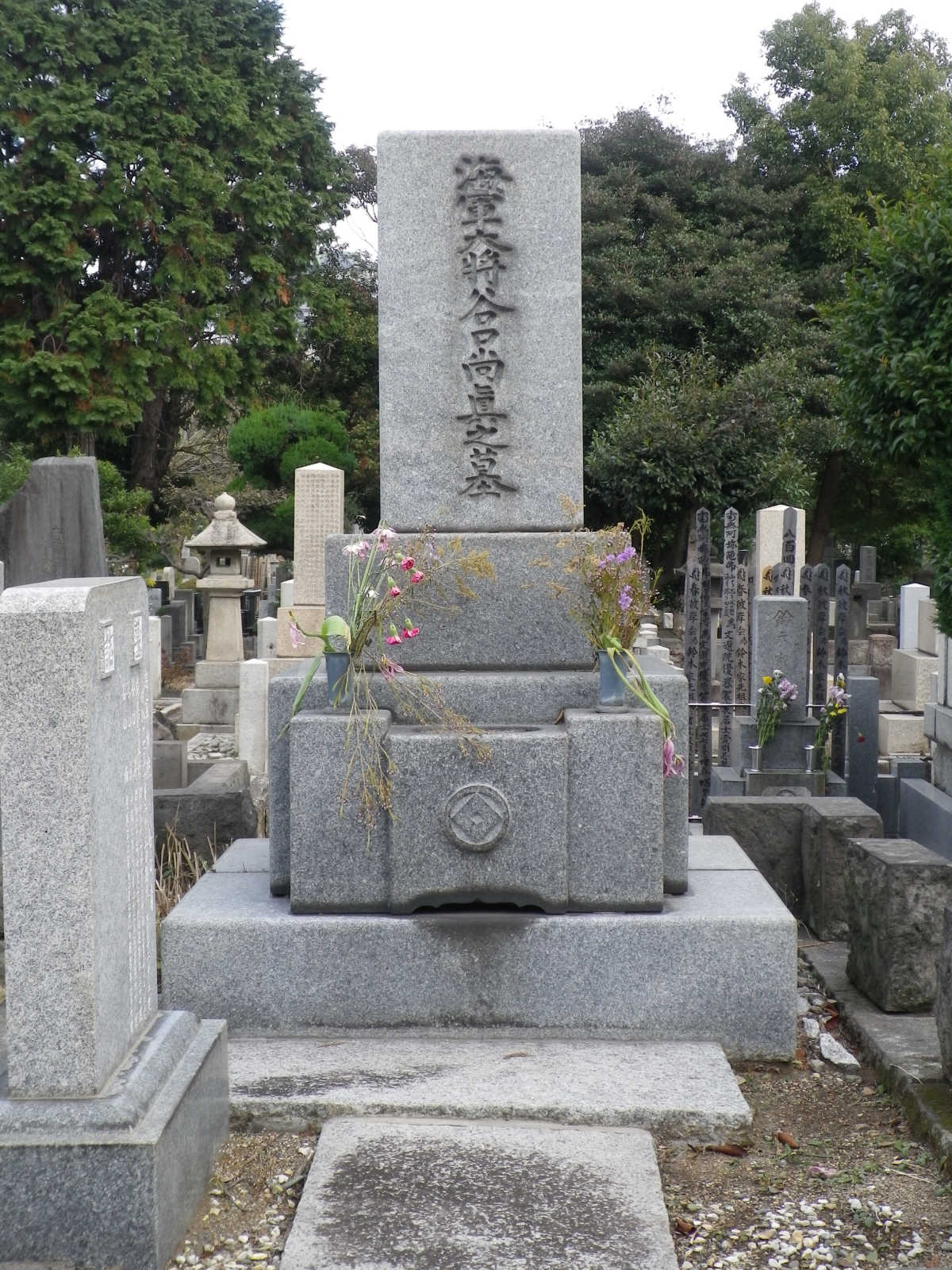
Grabstätte von Admiral Taniguchi Naomi

Nach seiner Beförderung zum Konteradmiral (Shōshō) war Taniguchi Naomi als Nachfolger von Okada Keisuke vom 1. Dezember 1917 bis zu seiner Ablösung durch Furukawa Shinzaburō am 1. Dezember 1920 Direktor des Büros für Personalangelegenheiten (Jinji Bu) im Kriegsministerium. Nach einer Verwendung vom 1. Dezember 1920 bis zum 1. August 1921 als Kommandant des Wachbezirks (Keibi-fu) Mako, war er zwischen dem 1. August 1921 und dem 15. April 1922 erstmals Mitglied des Admiralitätsausschusses und wurde in dieser Funktion am 1. Dezember 1921 auch zum Vizeadmiral (Chūjō) befördert. Er übernahm vom 15. April 1922 bis zum 1. März 1923 den Posten als Kommandeur der Trainingsflotte (Renshū Kantai) und war im Anschluss vom 1. März bis zum 1. April 1923 für kurze Zeit abermals Mitglied des Admiralitätsausschusses, ehe er am 1. April 1923 als Nachfolger von Chisaka Tomojirō Direktor der Marineakademie wurde. Er verblieb auf diesem Posten bis zu seiner Ablösung durch Shirane Kumazō am 18. September 1925. Danach war er als Nachfolger von Saitō Hanroku zwischen dem 16. September 1925 und seiner Ablösung durch Yasuhira Yoshikawa am 10. Dezember 1926 als Oberkommandierender der 2. Flotte (Dai-ni Kantai).
Am 10. Dezember 1926 wurde Taniguchi Naomi als Nachfolger von Abo Kiyokazu erstmals Oberkommandierender des Marinebezirks Kure (Kure chinjufu) und bekleidete dieses Kommando bis zum 10. Dezember 1928, woraufhin Ōtani Kōshirō ihn ablöste. Er wurde auf diesem Posten am 2. April 1928 zum Admiral (Taishō) befördert. Am 10. Dezember 1928 übernahm er von Katō Hiroharu die Positionen als Oberkommandierender der Kombinierten Flotte (Rengō Kantai) und zugleich als Oberkommandierender der 1. Flotte (Dai-ichi Kantai). Diese Funktionen behielt er bis zum 11. November 1929, woraufhin Yamamoto Eisuke beide Posten übernahm. Daraufhin löste er wiederum am 11. November 1929 Ōtani Kōshirō als Oberkommandierender des Marinebezirks Kure ab und bekleidete dieses Amt bis zu seiner Ablösung durch Nomura Kichisaburō am 11. Juni 1930.
Admiral Taniguchi wurde schließlich am 11. Juni 1930 erneut Nachfolger von Katō Hiroharu als Chef des Admiralstabes (Kaigun Gunrei Bucho) und behielt diese militärische Spitzenposition innerhalb der Marine bis zum 2. Februar 1932, woraufhin Prinz Fushimi Hiroyasu seine Nachfolge antrat. Er gehörte zwischen dem 11. Juni 1930 und dem 2. Februar 1932 erneut dem Admiralitätsausschuss als Mitglied an. Nach Beendigung seiner Tätigkeit als Chef des Admiralstabes wurde er am 1. Februar 1932 Mitglied des Marinerates, dem er bis zu seinem Tode am 30. Oktober 1932 angehörte. Am 1. September 1933 wurde er in die Reserve sowie am 17. März 1935 in die zweite Reserve versetzt, ehe er am 17. März 1940 in den Ruhestand trat.

## Hintergrundliteratur
- J. Charles Schencking: Making Waves: Politics, Propaganda, And The Emergence Of The Imperial Japanese Navy, 1868–1922. Stanford University Press, Stanford 2005, ISBN 0-8047-4977-9.
- Sadao Asada: From Mahan to Pearl Harbor. The Imperial Japanese Navy and the United States. United States Naval Institute Press, Annapolis 2006, ISBN 1-55750-042-8.